# Bliesdorf
Bliesdorf é um município da Alemanha, situado no distrito de Märkisch-Oderland, no estado de Brandemburgo. Tem 34,41 km² de área, e sua população em 2019 foi estimada em 1.267 habitantes.